# Stephan Urban
Stephan Urban (* 1961) ist ein deutscher Biochemiker, Virologe und Hochschullehrer. Er entwickelte an der Universität Heidelberg das weltweit erste Arzneimittel, das die Vermehrung von Hepatitis-D-Viren hemmt.

## Werdegang und Arbeitsgebiet
Urban wuchs im rheinland-pfälzischen Neustadt an der Weinstraße auf. In der Schule glänzte er – nach eigenen Angaben – nicht mit Bestnoten, entwickelte aber ein großes Interesse an der Chemie. Bei dem Wettbewerb Jugend forscht wurde er 1980 Bundessieger. Dadurch konnte er am Auswahlverfahren der Studienstiftung des deutschen Volkes teilnehmen. Er studierte von 1984 bis 1991 Biochemie und nebenenbei auch Philosophie. Das Studium in Biochemie schloss es 1991 mit Diplom an der Universität Tübingen ab. Danach arbeitete er als Doktorand am Max-Planck-Institut für Biochemie in Martinsried in der Abteilung Virologie, wo er 1995 bei Peter Hans Hofschneider promoviert wurde. Danach arbeitete er bis zum Jahr 2000 als Postdoc am Zentrum für Molekulare Biologie Heidelberg (ZMBH) der Ruprecht-Karls-Universität Heidelberg in der Arbeitsgruppe von Heinz Schaller. Im selben Jahr wurde er habilitiert. Danach war Urban bis 2001 Gruppenleiter am ZMBH. Anschließend war er bis 2008 Leiter einer Forschungsgruppe in der Molekularen Virologie am Zentrum für Infektiologie der Universität Heidelberg. 2006 erhielt er ein Stipendium der Chica und Heinz Schaller Stiftung, um seine Forschungsarbeiten auf dem Gebiet der Hepatitis-Viren fortsetzen zu können. Von 2008 bis 2014 arbeitete Urban als außerplanmäßiger Professor in der Molekularen Virologie der Universität Heidelberg. Seit 2014 hat er die DZIF-Professur Translationale Virologie der Universität Heidelberg.
Urban entwickelte mit seiner Arbeitsgruppe Ende der 1990er Jahre ein Peptid, das aus der Virushülle von Hepatitis-B-Viren abgeleitet ist. Dieses Peptid bindet selektiv an Hepatozyten (Leberzellen) und blockiert dort die Aufnahme von Hepatitis-Viren, in neuen, noch nicht befallenen Hepatozyten. Aus dem Peptid wurde das Medikament Bulevirtid (ehemals Myrcludex B) entwickelt, das seit dem Jahr 2020 unter dem Markennamen Hepcludex von der Europäischen Kommission zur Behandlung von Hepatitis-D-Infektionen zugelassen ist. Das für die Entwicklung von Bulevirtid gegründete Unternehmen MYR GmbH wurde im Dezember 2020 von dem US-Unternehmen Gilead für 1,45 Mrd. Euro übernommen.

## Ehrungen
- 2009 Pettenkofer-Preis für „Neue virale Zielstrukturen“[7][8]
- 2014 DZIF-Preis für translationale Infektionsforschung[9]
- 2023 Baruch-S.-Blumberg-Preis[10]

## Publikationen (Auswahl)
- F. A. Lempp, S. Urban: Inhibitors of hepatitis B virus attachment and entry. In: Intervirology. Band 57, Nummer 3–4, 2014, S. 151–157, doi:10.1159/000360948, PMID 25034482 (Review).
- Y. Ni, S. Urban: Stem cell-derived hepatocytes: A promising novel tool to study hepatitis B virus infection. In: Journal of hepatology. Band 66, Nummer 3, März 2017, S. 473–475, doi:10.1016/j.jhep.2016.11.027, PMID 27965155.
- S. Urban, A. Bertoletti: Editorial overview: Antiviral strategies: Virological and immunological basis for HBV cure. In: Current opinion in virology. Band 30, Juni 2018, S. iv–vi, doi:10.1016/j.coviro.2018.05.001, PMID 29866361.
- Z. Zhang, S. Urban: Interplay between Hepatitis D Virus and the Interferon Response. In: Viruses. Band 12, Nummer 11, November 2020, S. , doi:10.3390/v12111334, PMID 33233762, PMC 7699955 (freier Volltext) (Review).
- Z. Zhang, Y. Ni, F. A. Lempp, L. Walter, P. Mutz, R. Bartenschlager, S. Urban: Hepatitis D virus-induced interferon response and administered interferons control cell division-mediated virus spread. In: Journal of hepatology. Band 77, Nummer 4, Oktober 2022, S. 957–966, doi:10.1016/j.jhep.2022.05.023, PMID 35636579
- S. Nkongolo, J. Hollnberger, S. Urban: Bulevirtide als erster spezifischer Wirkstoff gegen Hepatitis-D-Virusinfektionen – Mechanismus und klinische Wirkung. In: Bundesgesundheitsblatt, Gesundheitsforschung, Gesundheitsschutz. Band 65, Nummer 2, Februar 2022, S. 254–263, doi:10.1007/s00103-022-03486-2, PMID 35028672, PMC 8813823 (freier Volltext) (Review).